# Schandsäule

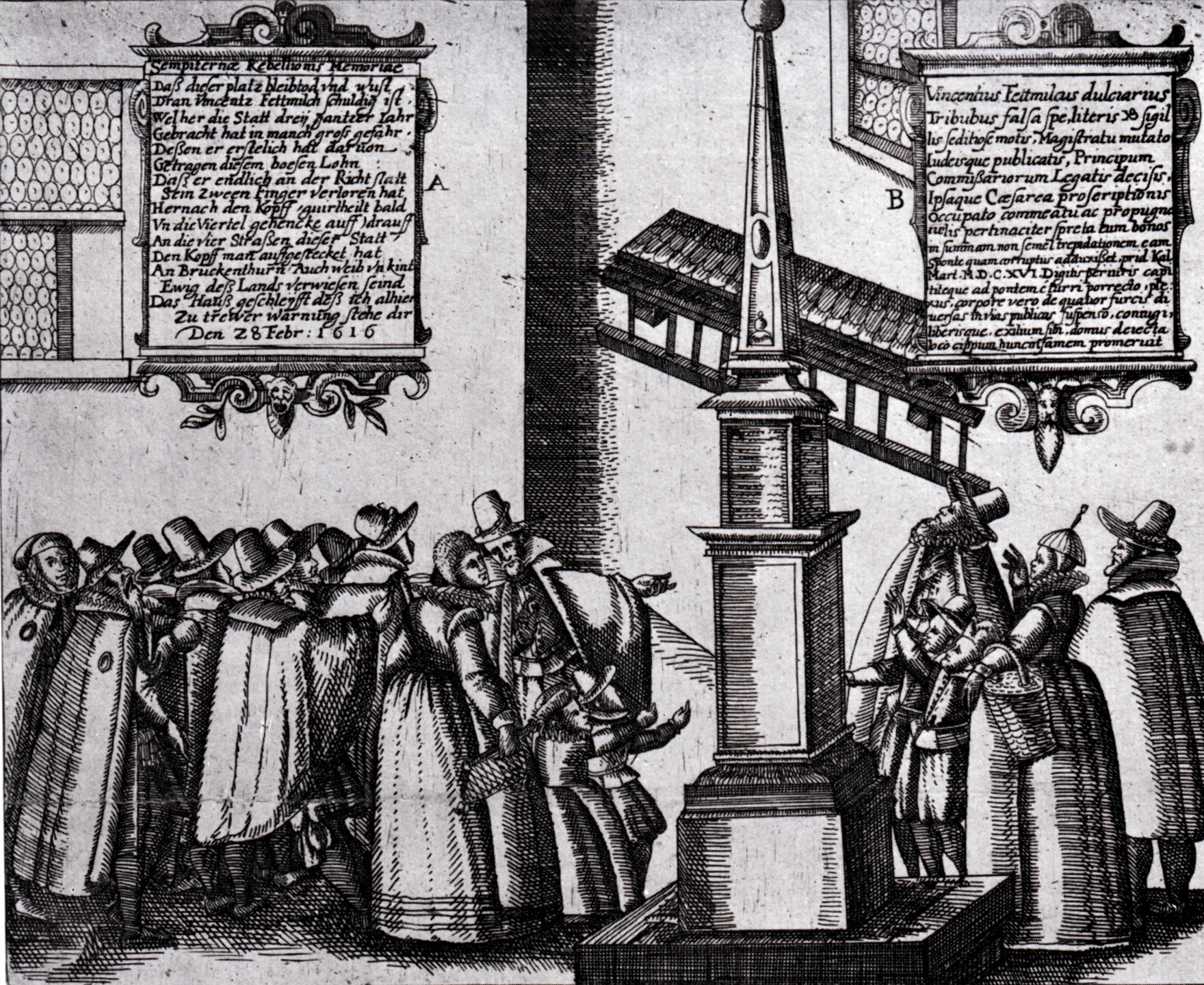
1616 errichtete Schandsäule in der Frankfurter Töngesgasse. Hier stand vordem das Haus Vinzenz Fettmilchs, des Anführers des Fettmilch-Aufstands

Eine Schandsäule (auch Schandpfahl) ist ein Denkmal, das nicht an Ruhm und Ehre, sondern an die Schande einer Person erinnert.

## Beschreibung und Beispiele
Eine Schandsäule wurde oft an der Stelle des früheren, niedergerissenen Wohnhauses eines wegen Hochverrates oder Verschwörung verurteilten und hingerichteten Täters errichtet. Das Strafgesetzbuch für das Königreich Bayern aus dem Jahr 1813 sah in Art. 301 vor, dass auf dem Grab eines hingerichteten Hochverräters eine Schandsäule errichtet werden soll.
1747 verurteilte die katholische Luzerner Obrigkeit den religiösen Dissidenten Jakob Schmidlin („Sulzigjoggeli“) als Häretiker zum Tode. Sein Hof in Werthenstein wurde eingeäschert und an seiner Stelle eine steinerne Schandsäule aufgerichtet. Die Inschrift begründet: „wegen verbottenen Zusammenkünfte und Ketzerischen Lehren“. Inzwischen ist sie durch ein Ehren-Denkmal ersetzt worden.
1686 wurde in Köln an der Stelle, wo das abgerissene Haus des Nikolaus Gülich gewesen war, eine Schandsäule errichtet. Auf ihr war eine aus Bronze gegossener Kopf mit Gülichs Gesichtszügen, der von einem Schwert durchbohrt war. Sie wurde 1797 von den Franzosen zerstört. Der bronzene Kopf ist erhalten geblieben.
1630 wurde in Mailand an Stelle des Hauses von Gian Giacomo Mora eine Schandsäule errichtet. Mora und der Mitangeklagte Guglielmo Piazza gestanden nach Folterung die Mauern der Stadt mit giftigen Substanzen bestrichen zu haben mit der Absicht die Pest zu verbreiten. Die Säule wurde 1778 niedergerissen. Sie und der Prozess sind zentraler Gegenstand von Alessandro Manzonis Storia della Colonna Infame.
In Genua wurde 1628 in Folge Verurteilung von Giulio Cesare Vacchero an der Stelle seines niedergerissenen Palazzo eine Schandsäule errichtet. Vaccero war Anführer einer Verschwörung gegen die Republik Genua und wurde enthauptet. Die Säule steht am Rand der Piazza Vachero am nördlichen Ende der Via del Campo und ist teilweise durch einen Brunnen verborgen, welche die Stadt 1644 errichtete.
Eine Schandsäule wurde 1616 in Frankfurt am Main an der Stelle des Hauses des Vinzenz Fettmilch, dem Aufrührers im Fettmilch-Aufstand, errichtet. Die Säule wurde 1719 durch den Einsturz einer Mauer zerstört.
Ebenso wurde 1616 von dem Aachener Stadtrat auf dem Marktplatz der Stadt eine Schandsäule für Johann Kalkberner, den Anführer des protestantischen Aufstandes während den Aachener Religionsunruhen, aufgestellt, die erst 1793 von den Franzosen entfernt wurde. Sie trug die Inschrift:

“Sic pereant / Qui hanc Rempublicama) / Et Sedem Regalem / Spretis Sacraeb) Caesareaec) Maiestatis / edictis / Evertere moliuntur
 Ad / damnandam memoriam / Ioannis Kalckbernerd) / In ultimo tumultu Anno MDCXIe) / Hic excitato / Inter perduelles / Antesignani / Columna haec ex decreto / D(ominorum)f) Subdelegatorumg) Sac(rae)h) Caes(areae) Maiest(atis) / Erigi iussa / III. Nonas Decembris anno MDCXVI”

„So kommen diejenigen um, die es anstreben, dieses Gemeinwesen und diesen königlichen Sitz umzustürzen, indem sie die Verordnungen der Heiligen Kaiserlichen Majestät verachtet haben. Zur verdammenswerten Erinnerung an Johann Kalckberner, den Anführer im letzten Tumult, der hier im Jahre 1611 zwischen den Feinden heraufbeschworen worden war, wurde angeordnet, diese Säule gemäß dem Erlass der Herren Abgesandten der Heiligen Kaiserlichen Majestät zu errichten am 3. Tag vor den Nonen des Dezembers 1616.“

Die berühmteste literarische Gestaltung der Errichtung einer Schandsäule (italienisch colonna infame) ist die Storia della Colonna Infame von Alessandro Manzoni. Eine Schandsäule errichtete man beispielsweise auch nach der Niederbrennung des Hauses des Räubers Nikol List in Beutha. Das Leben Lists bildet eine Vorlage zu Schillers Drama Die Räuber.
Als Schandsäule (bzw. Schandpfahl) bezeichnet man auch den Pranger und andere Vollzugsstätten von Ehrenstrafen.

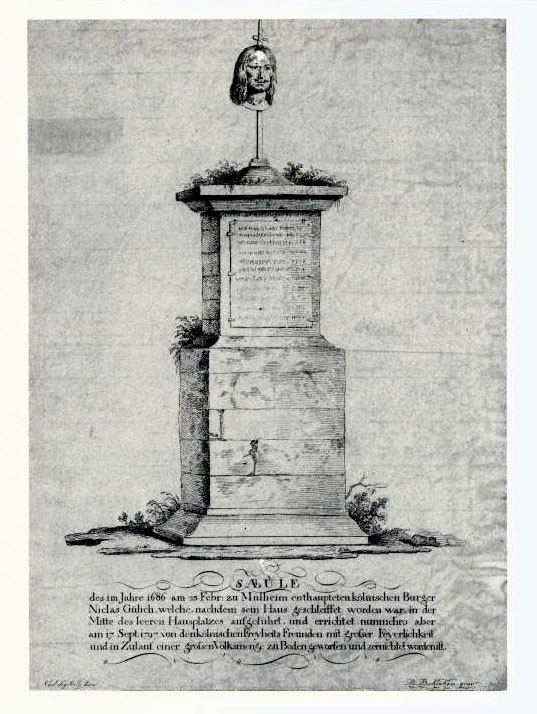
Die Nikolaus-Gülich-Schandsäule
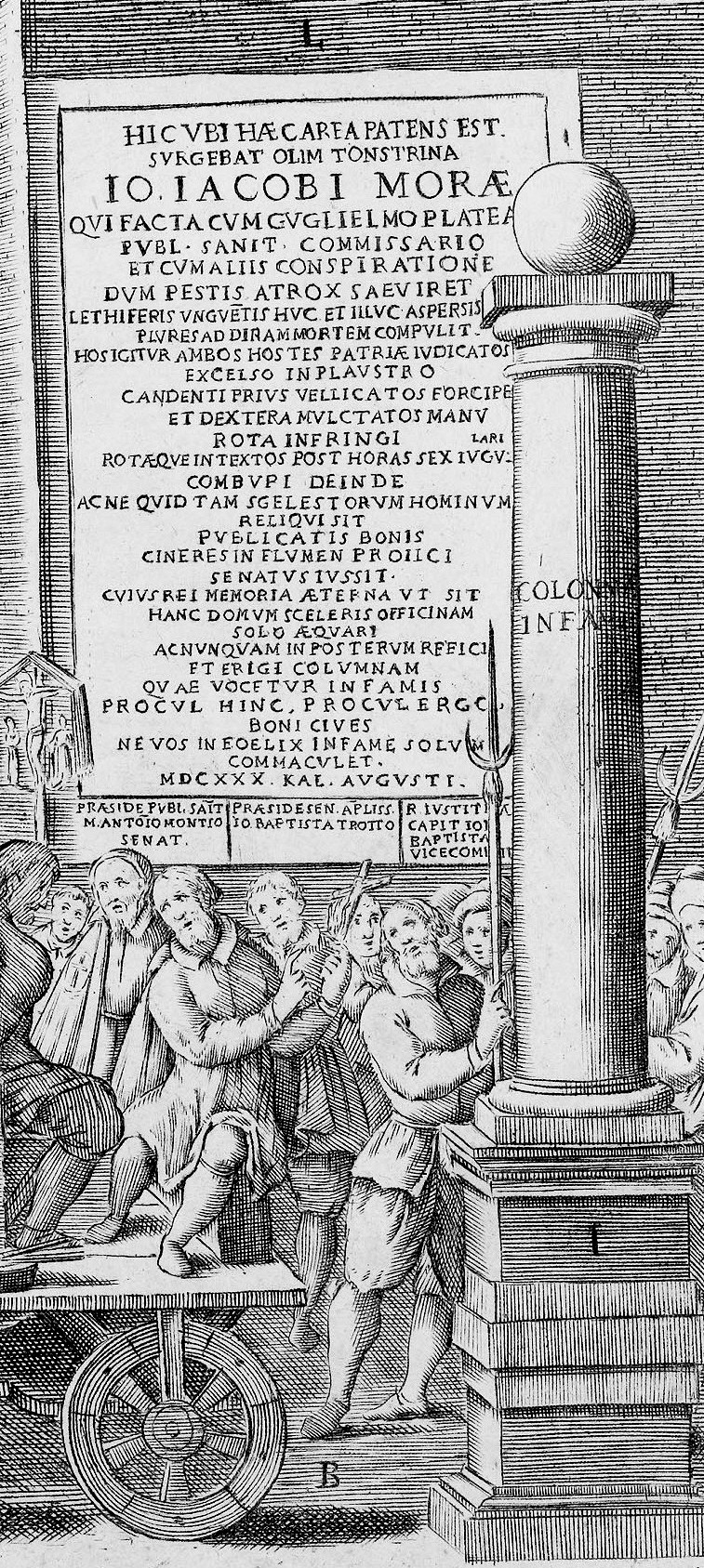
Schandsäule von Mailand, ca. 1630
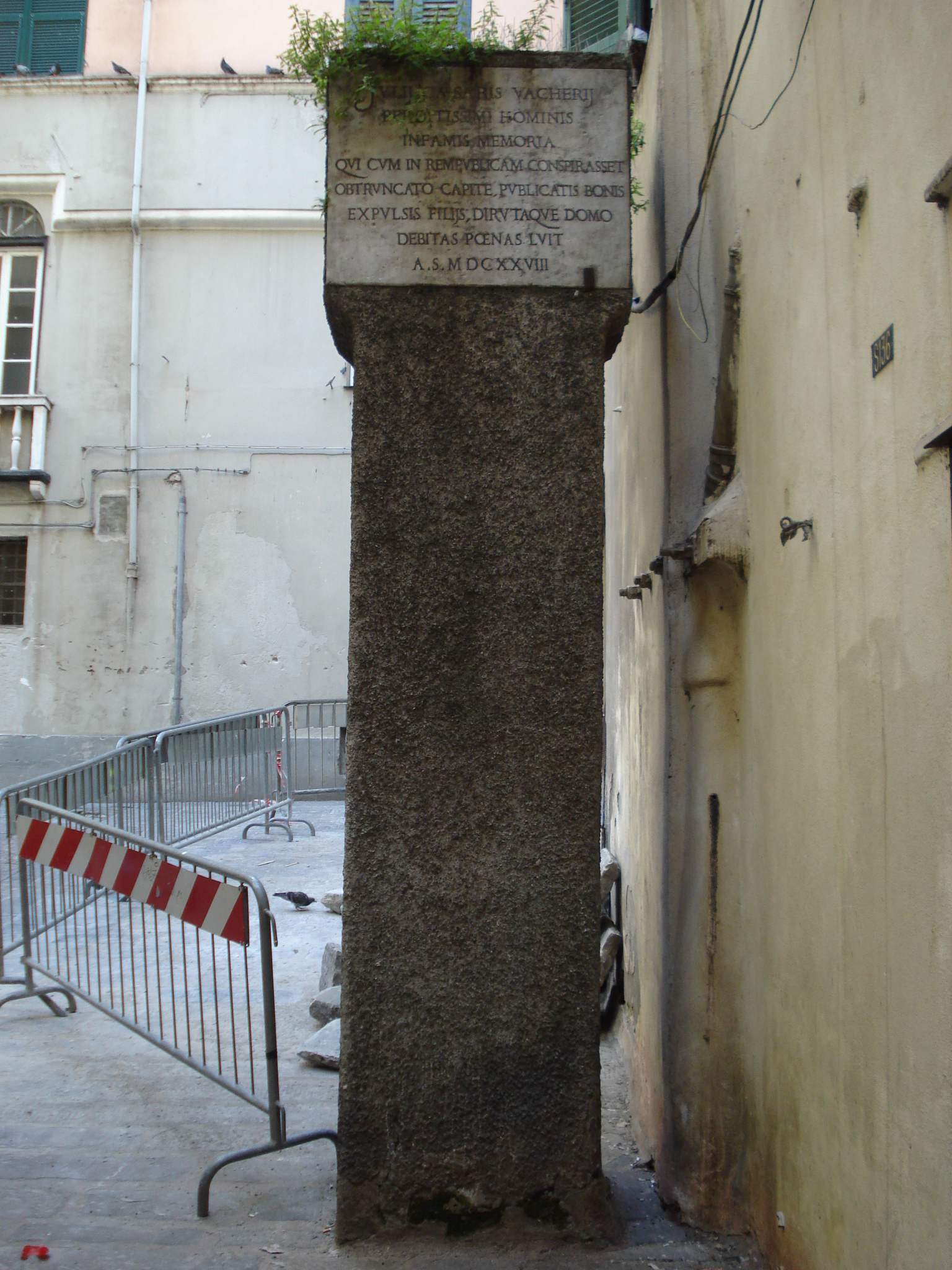
Schandsäule von Genua bei der Piazza Vacchero
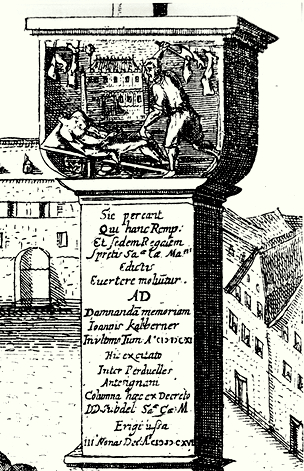
Ehemalige Schandsäule auf dem Aachener Marktplatz